# 李寶君
李寶君（英語：Suki Lee Po Kwan，1996年10月14日—），香港女主持、演員、造型師及意見領袖，曾是無綫電視旗下網上直播兼社交平臺 big big channel 自由合約藝人。

## 簡歷
李寶君有一個姊姊、一個孿生妹妹；曾就讀香港道教聯合會純陽小學和保良局胡忠中學，並曾到英國創作藝術大學修讀時尚形象創作及推廣榮譽文學士課程，其後亦取得香港知專設計學院時裝形象設計高級文憑証書。另外，她熱衷於舞蹈（街舞），在校期間曾屢獲殊榮和參與第二十二屆新春花車巡遊匯演、《大專巡迴舞蹈匯演2017》、《第十一屆聯校舞蹈學會週年舞蹈匯演2017》、鄭秀文演唱會等公演。
2017年，李寶君透過無綫電視旗下網上直播兼社交平臺 big big channel 及清談節目《#後生仔傾偈》，成為其中一位意見領袖。2018年，她便與彭慧中一同擔任該台休閒節目《流行都市》「潮流特區」部份的主持；2019年7月退出《#後生仔傾吓偈》（第361集）後繼續與胞妹一同擔任時尚界意見領袖，以及從事造型設計工作。

## 演出作品

### 劇集
| 首播            | 劇名           | 角色                            |
| 無綫電視        |                |                                 |
| 2020年          | 那些我愛過的人 | 黃 潔（瑪德琳女子中學學生）     |
| 2021年          | 智能愛人       | 啤酒妹 AI（第1集）              |
| 2021年          | 智能愛人       | Lily（第30集）                  |
| big big channel |                |                                 |
| 2018年          | 我老細唔係人   | Yanny（第2、3、5、6、8 - 11集） |
| 2018年          | 我老細唔係人   | 清水健清水善（第3集）           |
| 2019年          | 我老婆唔係人   | 閏 蜜（第7集）                  |

### 綜藝節目
| 首播          | 節目名                         | 備註                  |
| 無綫電視      |                                |                       |
| 2017 - 2019年 | #後生仔傾偈                    | 意見領袖之一          |
| 2017年        | 群星拱照 big big channel       | 演出嘉賓              |
| 2017年        | big big channel 失驚無神賀中秋 | 演出嘉賓              |
| 2017年        | TVB50周年 華麗轉身 邁步同行    | 演出                  |
| 2017年        | 再親我好媽                     | 討論環節嘉賓          |
| 2017年        | #後生仔平安夜傾吓偈              | 意見領袖之一          |
| 2018年        | Ben Sir睇樓團                  | 第二輯 第3集嘉賓      |
| 2018年        | big big channel 大公司周年慶   | 演出嘉賓              |
| 2018年        | #後生仔睇完港姐倾吓偈            | 意見領袖之一          |
| 2018年        | #後生仔失驚無神賀中秋          | 演出嘉賓              |
| 2018年        | TVB 50+1再出發節目巡禮2019     | 嘉賓                  |
| 2018年        | 美女廚房                       | 第18集嘉賓            |
| 2018年        | 萬千星輝賀台慶2018             | 演出                  |
| 2018年        | 萬千星輝頒獎典禮2018           | 嘉賓                  |
| 2019年        | 東張西望                       | 1月30日演出嘉賓       |
| 2019年        | 電競王                         | 第9、10、20、21集嘉賓 |
| 2019年        | 娛樂大家                       | 演出第2集             |
| 2019年        | TVB 影視展星勢2019             | 演出嘉賓              |
| 2019年        | 安樂蝸                         | 7月7日起不定期演出    |
| ViuTV         |                                |                       |
| 2021年        | 直播王                         | 參賽者                |

### 主持節目
| 首播          | 節目名   | 備註                           |
| 無綫電視      |          |                                |
| 2018 - 2019年 | 流行都市 | 主持之一（潮流特區；與彭慧中） |

### 微電影
| 首映                   | 電影名         | 角色              |
| Dreamship Creative Co. |                |                   |
| 2016年                 | 空の色         | 藤田美咲          |
| 無綫電視               |                |                   |
| 2019年                 | 一代宗獅迎新歲 | 圍村村民（第2集） |

### 舞台劇
| 首演                   | 劇名                                         | 角色  |
| 演駅                   |                                              |       |
| 2017年6月30日 - 7月2日 | 三國網絡戰之連環計 —— 同場加映：「孟德獻刀」 | 舞 姬 |

### 曾參與公演
| 日期              | 活動名                                                      | 備註   |
| 2015年8月26日     | X-Dimension Summer Showcase 2015                            | 表演者 |
| 2016年5月28日     | FFx 2016 MKpop 演唱會                                       | 表演者 |
| 2016年8月7日      | 第十屆聯校舞蹈學會週年舞蹈匯演2016                          | 表演者 |
| 2017年1月28日     | 第二十二屆新春花車巡遊匯演 （2017國泰航空新春國際匯演之夜） | 表演者 |
| 2017年3月7 - 31日 | 大專巡迴舞蹈匯演2017                                        | 表演者 |
| 2017年8月10日     | 第十一屆聯校舞蹈學會週年舞蹈匯演2017                        | 表演者 |
| 2019年10月8日     | WE DESIGN AIR - JUSTIN 側田音樂會                           | 表演者 |

### 音樂錄像
- 2018年：天堂鳥《把你捧在手心裡》

### 廣告
| 年份   | 產品內容                                          |
| 2018年 | 康宏理財「IFA 就是 CONVOY - 姊妹篇」              |
| 2019年 | 家得路「兒童牛奶鈣加鋅成長配方 × No.1媽媽袁詠儀」 |

### 其他
| 年份   | 內容                                          | 備註                         |
| 2016年 | 占士·甸峰【非凡作樂全日精華片段~ 上線啦！！】 | 演出                         |
| 2017年 | A Day with Love - Valentine's 2018            | A Day Magazine；共5集        |
| 2017年 | 3 A.M Dance MV Cover（Man Ver.）              | Dreamship Creative Co.；演出 |

## 曾獲獎項與提名
| 年份   | 獎項                                                                              | 結果 |
| 2018年 | 2018香港電視大獎「女主角獎（迷你劇、單元劇、特別劇、網絡劇） - 《我老細唔係人》」 | 提名 |

## 外部連結
- Po Kwan Lee的Facebook專頁
- 李寶君 Po Lee的Facebook專頁
- 李寶君的Instagram帳戶